# Secuestro de los 12 diputados del Valle del Cauca
El Secuestro de los 12 Diputados del Valle del Cauca fue una acción delictiva llevada a cabo por guerrilleros de las Fuerzas Armadas Revolucionarias de Colombia (FARC). Los guerrilleros secuestraron a doce diputados de la Asamblea Departamental del Valle del Cauca, en la ciudad colombiana Cali el 11 de abril de 2002 y luego los trasladaron a las montañas del Valle del Cauca. Este hecho se produjo 10 días antes del secuestro del entonces gobernador de Antioquia Guillermo Gaviria Correa y su asesor de paz Gilberto Echeverri Mejía, y tan solo 25 días después del asesinato de monseñor Isaías Duarte Cancino reconocido jerarca de la iglesia asesinado en Cali. 
Las FARC buscaban secuestrar a estos y otros altos funcionarios del gobierno colombiano para presionar a este a un Acuerdo humanitario, e intercambiar militares, civiles y políticos secuestrados por guerrilleros presos, para lo cual pedían el despeje militar de los municipios de Florida y Pradera para negociar.
Cinco años después de éstos hechos, el 18 de junio del 2007, estando aún secuestrados por dicho grupo guerrillero, once de los doce diputados murieron asesinados por sus captores, al confundir a otra cuadrilla de las FARC con efectivos del ejército colombiano. Los hechos sucedieron en medio de presiones de diversos sectores del país que abogaban por un acuerdo humanitario que permitiera la liberación de los diputados, por lo cual el gobierno del presidente Álvaro Uribe Vélez fue duramente criticado por estos hechos ante su negativa de negociar con la guerrilla, así como las FARC por su indolencia frente al clamor de la sociedad que pedía la liberación de los políticos. El diputado Sigifredo López resultó ileso, dado que se encontraba apartado del grupo de los diputados secuestrados. López sería posteriormente liberado en una operación de rescate humanitario, el 5 de febrero de 2009. 

## Operación
Las FARC entrenó a un comando terrorista disfrazado de miembros del ejército colombiano para no levantar sospechas. El 11 de abril de 2002 esta cuadrilla se movilizó a Cali y llegó al edificio de la Asamblea Departamental del Valle del Cauca trasladándose en un bus y un camión. A las 10:45 a. m. el comando guerrillero entró al edificio gritando que había amenaza de bomba, y allí secuestró a los doce Diputados y los condujo fuera del edificio, mientras neutralizaban a los policías que prestaban servicios en el área. Uno de los policías se percató de la falsedad pero fue acuchillado.
Una vez en la carretera hacia las afueras de Cali, los guerrilleros anunciaron a los diputados que habían sido secuestrados por orden de Tirofijo. El plan consistía en trasladar a las víctimas hacia el Cauca a través de los Farallones de Cali hacia la Bota Caucana con destino hacia Huila para ser entregados a guerrilleros de la Columna Móvil Teófilo Forero y estos a su vez los entregarían a la custodia del guerrillero Elí Mejía alias "Martín Sombra", tal como este último declaró en años posteriores a la Jurisdicción Especial de Paz. Sin embargo, esta parte del plan terrorista no pudo concretarse debido a que "Martín Sombra" por la distancia no pudo movilizarse a la zona acordada con tiempo y debido también a la rápida reacción del Ejército y la Policía quienes crearon cercos militares buscando presionar a los guerrilleros para que liberaran a los rehenes, por lo cual se desviaron hacia el sur del Valle donde quedaron en custodia del Bloque Occidental a órdenes del narcotraficante Jorge Torres Victoria alias Pablo Catatumbo.

### Muerte de 11 diputados
Después de una serie de videos distribuidos por las FARC el 28 de junio de 2007 en el que los diputados secuestrados enviaban mensajes como pruebas de supervivencia, la misma organización terrorista anunció que once de los doce diputados habían muerto al presentarse un enfrentamiento con un grupo no identificado, que atacó el campamento. El gobierno colombiano aclaró que no habían realizado ningún operativo militar de rescate y acusó a las FARC de haber asesinado a sangre fría los once diputados. Las FARC admitieron luego por medio de un comunicado que los diputados habían sido asesinados por orden de Pablo Catatumbo y Alfonso cano, por lo que llamaron una "falla de seguridad" de sus propios hombres.
Según la información encontrada en los Computadores del jefe guerrillero Raúl Reyes después de su muerte, un grupo de paramilitares, ayudados por el gobierno colombiano intentaron rescatar a los secuestrados por vía militar, en medio de esta confrontación los secuestrados murieron.[cita requerida] Sin embargo, el único diputado sobreviviente, contó después de su liberación que los otros diputados fueron asesinados por los guerrilleros, al confundir a una columna guerrillera por fuerzas del ejército.
Las FARC anunciaron que iban a entregar los cuerpos al Comité Internacional de la Cruz Roja (CICR). La comisión del CICR se trasladó a la zona el 5 de septiembre de 2007. La entrega fue atrasada en varias ocasiones alegando problemas de acceso a la zona selvática en la que se encontraban los cadáveres. El 9 de septiembre el CICR anunció el rescate de los cadáveres y el traslado de estos a Cali.
Tras esa masacre los mensajes de rechazo hacia las FARC fueron inminentes y la guerrilla respondió con alegatos en contra de los rescates en operaciones militares sin lograr desviar la atención de los hechos.

### Liberación de Sigifredo López
Sigifredo López, único sobreviviente de los diputados secuestrados, fue liberado el 5 de febrero del 2009, tras una operación humanitaria bajo la cooperación entre el gobierno colombiano, del gobierno de Brasil, el CICR y "Colombianos por la Paz".
Años después, López fue señalado por la Fiscalía General de la Nación como responsable de los cargos de toma de rehenes, perfidia, homicidio agravado y rebelión. El martes 14 de agosto de 2012, Sigifredo López fue dejado en libertad por la falsedad de los testimonios en su contra.

## Secuestrados
- Sigifredo López, Liberado en 2009.
- Rufino Varela †
- Carlos Barragán †
- Jairo Javier Hoyos Salcedo † Primer Vicepresidente de la Asamblea.
- Alberto Quintero Herrera †
- Juan Carlos Narváez, † Expresidente de la Asamblea Departamental.
- Edinson Pérez †
- Nacianceno Orozco †
- Carlos Charry †
- Francisco Giraldo †
- Ramiro Echeverry †
- Héctor Fabio Arismendy Ospina, † Compositor de la canción "Tu Amigo o Tu Amante" interpretada por la Orquesta La Sabrosura.